# 长孢明孢炱
长孢明孢炱（学名：Armatella longispora）是属于小煤炱目小煤炱科明孢炱属的一种真菌，寄生在樟属植物上。该种分布于中国。